# Popyt spekulacyjny
Popyt spekulacyjny – zjawisko występujące w ekonomii polegające na tym, że w momencie wzrostu ceny danego dobra popyt na to dobro również rośnie, gdyż konsumenci przewidują w najbliższym czasie znaczny wzrost ceny tego dobra. Źródłem takiego działania mogą być:
- powody przezornościowe, niepewność co do przyszłych cen i możliwości nabycia dobra w przyszłości, dążenie do bezpieczeństwa,
- powody spekulacyjne, a więc chęć osiągnięcia korzyści w przyszłości poprzez sprzedaż dobra z zyskiem.

Popyt spekulacyjny występuje również w przypadku spadku ceny, kiedy to cena danego dobra spada i popyt na to dobro również spada. Wynika to z faktu, że konsumenci spekulują, że w najbliższym czasie cena danego dobra i tak spadnie, dlatego też wstrzymują się z zakupem do momentu, kiedy cena osiągnie poziom minimalny.